# 辻征夫
辻 征夫（つじ ゆきお、1939年8月14日 - 2000年1月14日）は日本の詩人。東京都出身。東京都立墨田川高等学校を経て明治大学文学部卒業。俳号は貨物船。
15歳から詩を投稿し始め、大学在学中に第1詩集『学校の思い出』(1962年)を発表。日常の微細な発見を軽妙な語り口で詩にした。詩集に『かぜのひきかた』(1987年)、『河口眺望』(1993年)など。

## 来歴
1939年（昭和14年）8月14日、浅草に生まれる。1954年、14歳の頃から詩を読み始め、翌年には詩作に没頭するようになる。雑誌への投稿もこの頃に始める。
1957年春に書かれた小品「美しいもの」は、言葉がいかに詩人を魅了したか、詩的体験の魅惑的な相貌を、読む者に明白に追体験させる力に満ちている。しかしこの年の秋、「木」が発表されて後、辻は書けなくなる。辻自身によれば、この作品は絶望の詩であった。ランボーのような高みやリルケのような深みに達すること、それは自分には無理だ、という自覚が早くもこの時期にやってきたのだと言う。
辻が再出発するのは1987年を待たねばならない。以来、意識的に詩的体験に没入してゆく可能性を探り始めると同時に、作品数も飛躍的に増加した。2000年（平成12年）1月14日、脊髄小脳変性症闘病中、千葉県船橋市の病院で死去。

## 作品
一般に彼の詩作品は、ライト・バースなどと呼び慣わされていて、軽い、つまりは厚味のない作品であるかのように見なされているが、実際にその作品を注意深く読むならば、重層的時空間が混沌として現前する、特異な体験を呼び起こすものであることが多い。特に『ボートを漕ぐおばさんの肖像』『河口眺望』（第四十四回芸術選奨文部大臣賞・第九回詩歌文学館賞）は重要な詩集であり、『俳諧辻詩集』（第十四回現代詩花椿賞・第四回萩原朔太郎賞）と『萌えいづる若葉に対峙して』の礎は、この二詩集において明確に準備されていた。
詩集に『かぜのひきかた』、『天使・蝶・白い雲などいくつかの瞑想』（第二十五回藤村記念歴程賞）、『ヴェルレーヌの余白に』（第二十一回高見順賞）など。
他に評論『ロビンソン、この詩は何？』、『かんたんな混沌」、小説『絵本摩天楼物語』、『ぼくたちの（俎板のような）拳銃』『ボートを漕ぐもう一人の婦人の肖像』　がある。

## 余談
- 二十代の終わりに辻は、詩人の飯島耕一に会った際、雑談の折に「旅に出ると一度はどうしても、そういう一郭に足を踏み入れてみたくなります」といって、勘違いした飯島に「悪い病気にでも罹ると取り返しがつかないからやめた方がいい」とたしなめられたことがある。向島の花街と鳩の街（永井荷風「春情鳩の街」で知られる）にはさまれた所で育ったために、そのような街の風情は何にもまして辻を落ち着かせる――それは金銭による性云々とは別のことがらである。[2]

## 著作
- 『学校の思い出』（1962/4) 思潮社
- 『いまは吟遊詩人』(1970/11) 思潮社
- 『隅田川まで』(1977/4) 思潮社
- 『落日』(1979) 思潮社
- 『かぜのひきかた』(1987/5) 書肆山田
- 『天使・蝶・白い雲などいくつかの瞑想』(1987/5) 書肆山田
- 『鶯─こどもとさむらいの16篇』(1990/5) 書肆山田
- 『ヴェルレーヌの余白に』 (1990/10) 思潮社
- 『かんたんな混沌』 (1991/10) 思潮社
- 『ボートを漕ぐおばさんの肖像』 (1992/6) 書肆山田
- 『河口眺望』 (1993/11) 書肆山田
- 『絵本摩天楼物語』 (1995/6) 書肆山田
- 『俳諧辻詩集』 (1996/06) 思潮社  ISBN 4783706131
- 『辻征夫詩集成』 (2003/10) 書肆山田 （初版は1996年）
- 『萌えいづる若葉に対峙して』(1998/06) 思潮社
- 『続・辻征夫詩集    現代詩文庫』(1999/02) 思潮社
- 『船出』 (1999/02) 童話屋
- 『ぼくたちの(俎板のような)拳銃』(1999/08) 新潮社
- 『貨物船句集』(2001/01) 書肆山田
- 『ゴーシュの肖像』(2002/01) 書肆山田
- 『詩の話をしよう」(2003/12) ミッドナイトプレス ISBN 4434037099
- 『私の現代詩入門―むずかしくない詩の話』詩の森文庫 (104)　(2004/12) 思潮社
- 『みずはつめたい―辻征夫詩集 詩と歩こう』 (2004/07) 理論社